# 흐엉강
흐엉강(베트남어: Sông Hương 또는 Hương Giang, 한국 한자: 香江 향강)은 베트남 중부의 후에시를 가로지르는 강이다. 가을이 되면 후에 상류의 난초에서 떨어진 꽃잎이 강으로 떨어져, 향수와 같은 방향을 준다고 해서 붙은 이름이다.

## 주변 지역
해발 105 m 높이의 응우빈산이 눈에 띄게 대칭을 이루고 있다. 방산 양쪽 모두 작은 산으로 왼쪽이 타밧산이고, 오른쪽 산이 후우밧산이다. 천막처럼 드리워진 방산을 보고 응우옌 왕조는 후에를 짓기로 하였으며, 그들만의 자금성으로 알려지게 되었다. 자롱제는 흙점의 설계를 승인하였고, 그것에는 이 산을 공고한 방어벽 체계인 전 제단으로 삼고서는 이름을 응우 빈이라고 개명했다.

## 대중 문화
이 흐엉강은 베트남 전쟁 영화인 풀 메탈 재킷(1987년)에 영화의 후반부(57:18)에 후에시의 주변과 흐엉강이 나타나며 등장한다.
또한 이 허엉강은 넬슨 드밀(Nelson DeMille)이 1985년 쓴 《Word of Honor》에 후에시와 함께 등장하는 주요 배경이기도 하다.

## 갤러리

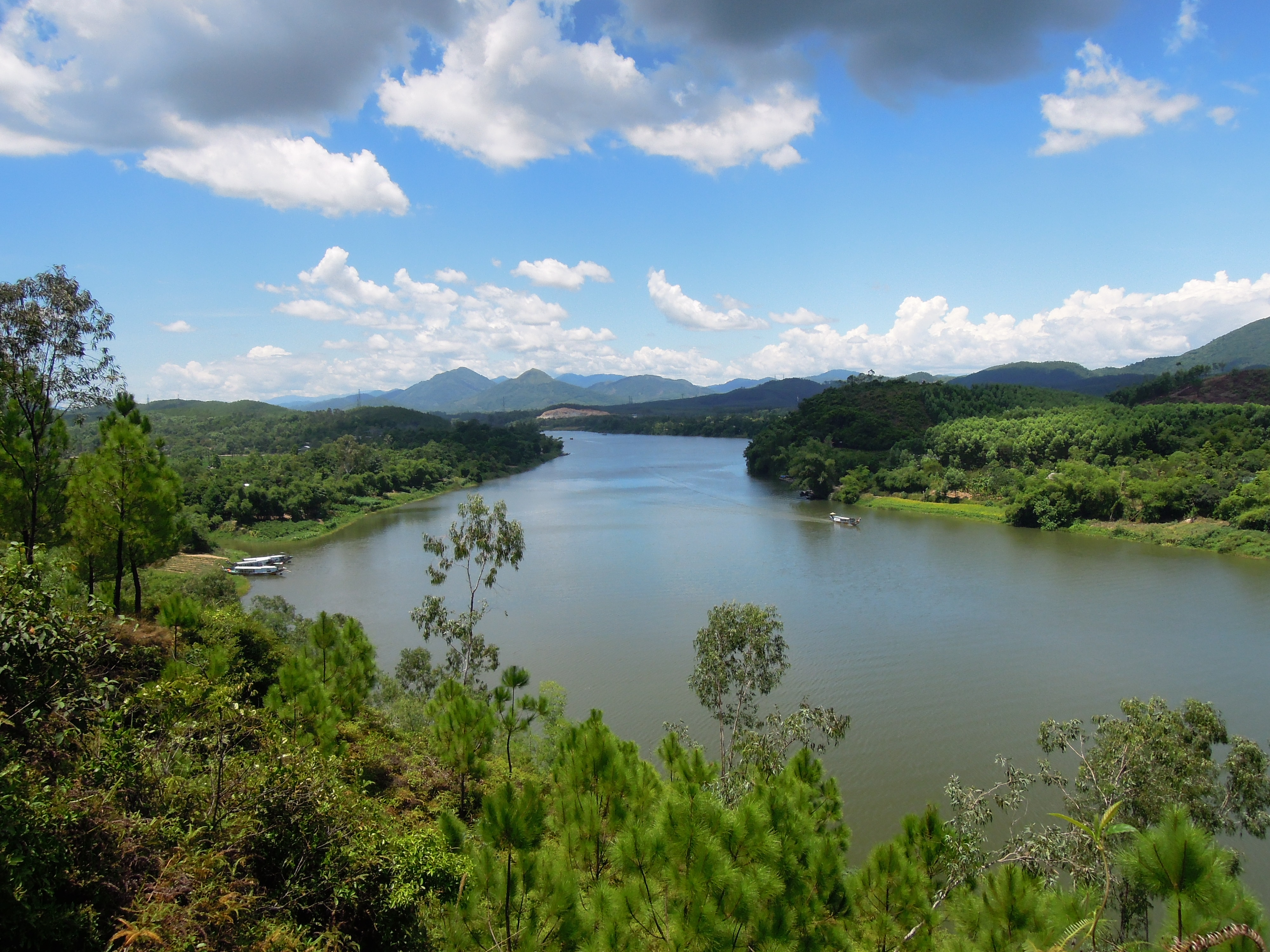
후에와 흐엉강
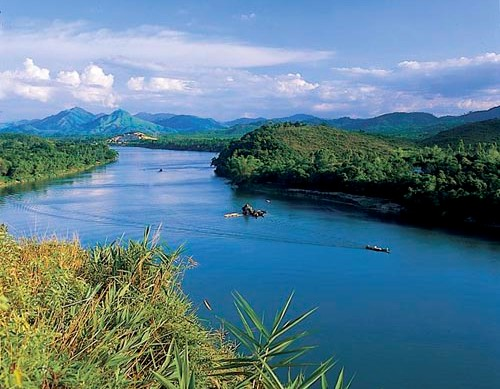
후에와 흐엉강의 절경
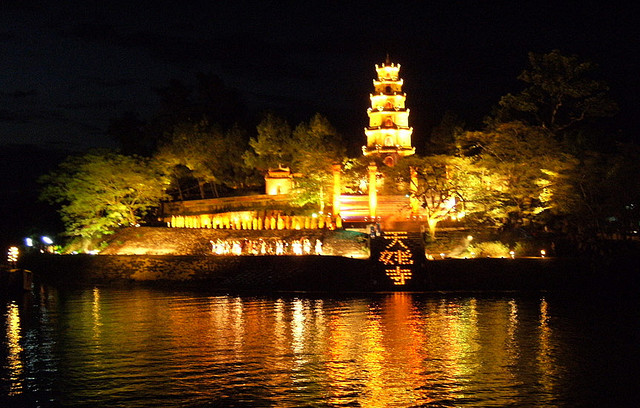
흐엉강의 야경
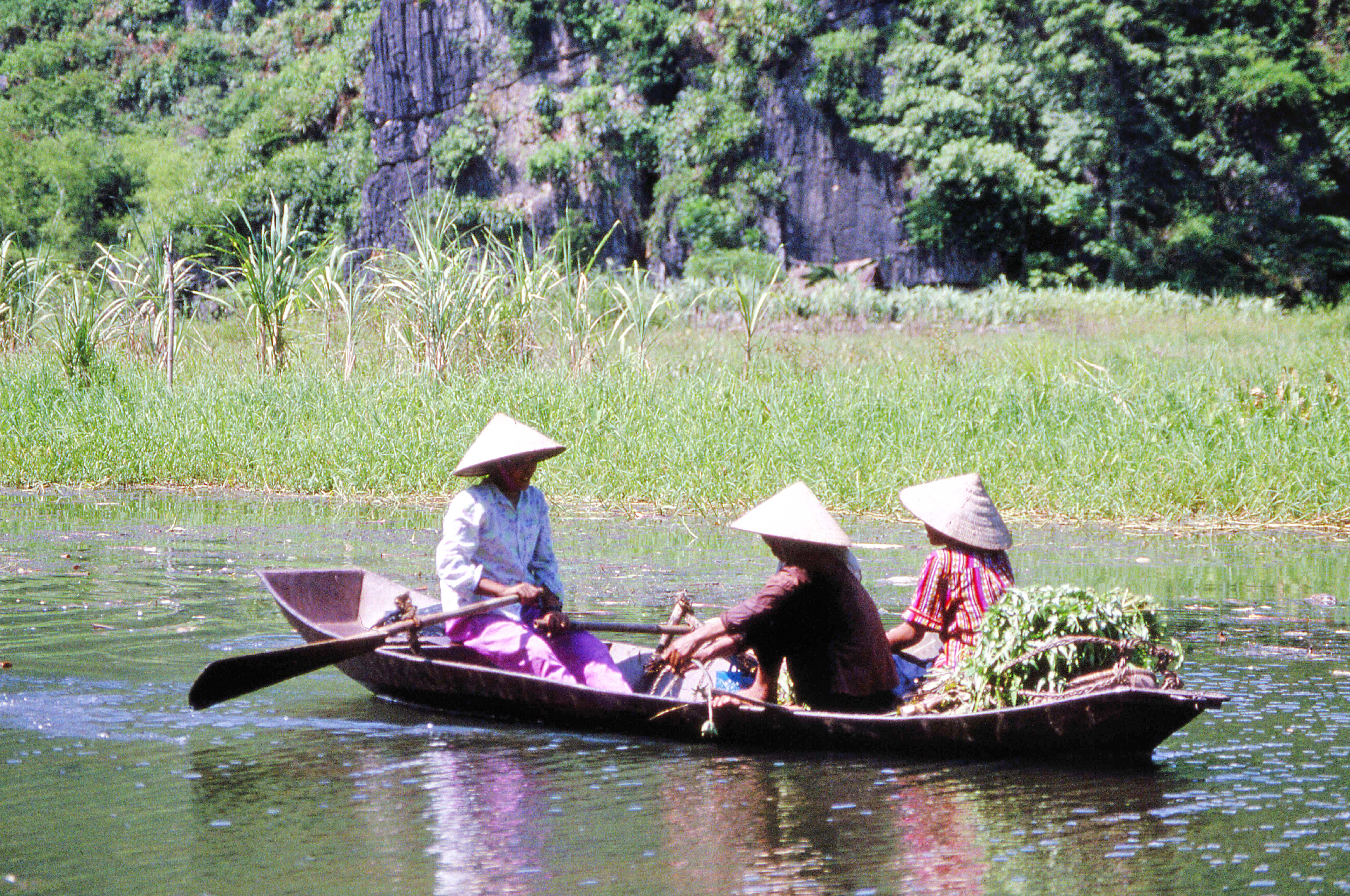
흐엉강